# Louis Schmeisser
Louis Schmeisser (1848—1917) foi um dos melhor conhecidos desenhadores de armas da Europa. Está assoaciado ao desenvolvimento e à produção das metralhadoras Bergmann utilizadas durante a Primeira Guerra Mundial.
Louis Schmeisser foi o pai de Hugo Schmeisser (1884–1953), também um famoso desenhador e inventor de armas de infantaria.